# Västansjön (Vilhelmina socken, Lappland)
Västansjön är en sjö i Vilhelmina kommun i Lappland och ingår i Ångermanälvens huvudavrinningsområde. Sjön har en area på 2,01 kvadratkilometer och ligger 514,1 meter över havet. Sjön avvattnas av vattendraget Matskanån. Vid provfiske har abborre, elritsa, röding och öring fångats i sjön.

## Delavrinningsområde
Västansjön ingår i det delavrinningsområde (723011-150169) som SMHI kallar för Utloppet av Västansjön. Medelhöjden är 535 meter över havet och ytan är 9,29 kvadratkilometer. Räknas de 2 avrinningsområdena uppströms in blir den ackumulerade arean 17,26 kvadratkilometer. Matskanån som avvattnar avrinningsområdet har biflödesordning 3, vilket innebär att vattnet flödar genom totalt 3 vattendrag innan det når havet efter 394 kilometer. Avrinningsområdet består mestadels av skog (66 procent) och sankmarker (12 procent). Avrinningsområdet har 2,01 kvadratkilometer vattenytor vilket ger det en sjöprocent på 21,6 procent.